# Bilîi Bereh, Ivankiv
Bilîi Bereh (în ucraineană Білий Берег) este un sat în comuna Șpîli din raionul Ivankiv, regiunea Kiev, Ucraina.

## Demografie
Componența lingvistică a localității Bilîi Bereh
     Ucraineană (98,36%)
     Rusă (1,64%)
Conform recensământului din 2001, majoritatea populației localității Bilîi Bereh era vorbitoare de ucraineană (98,36%), existând în minoritate și vorbitori de rusă (1,64%).

## Galerie

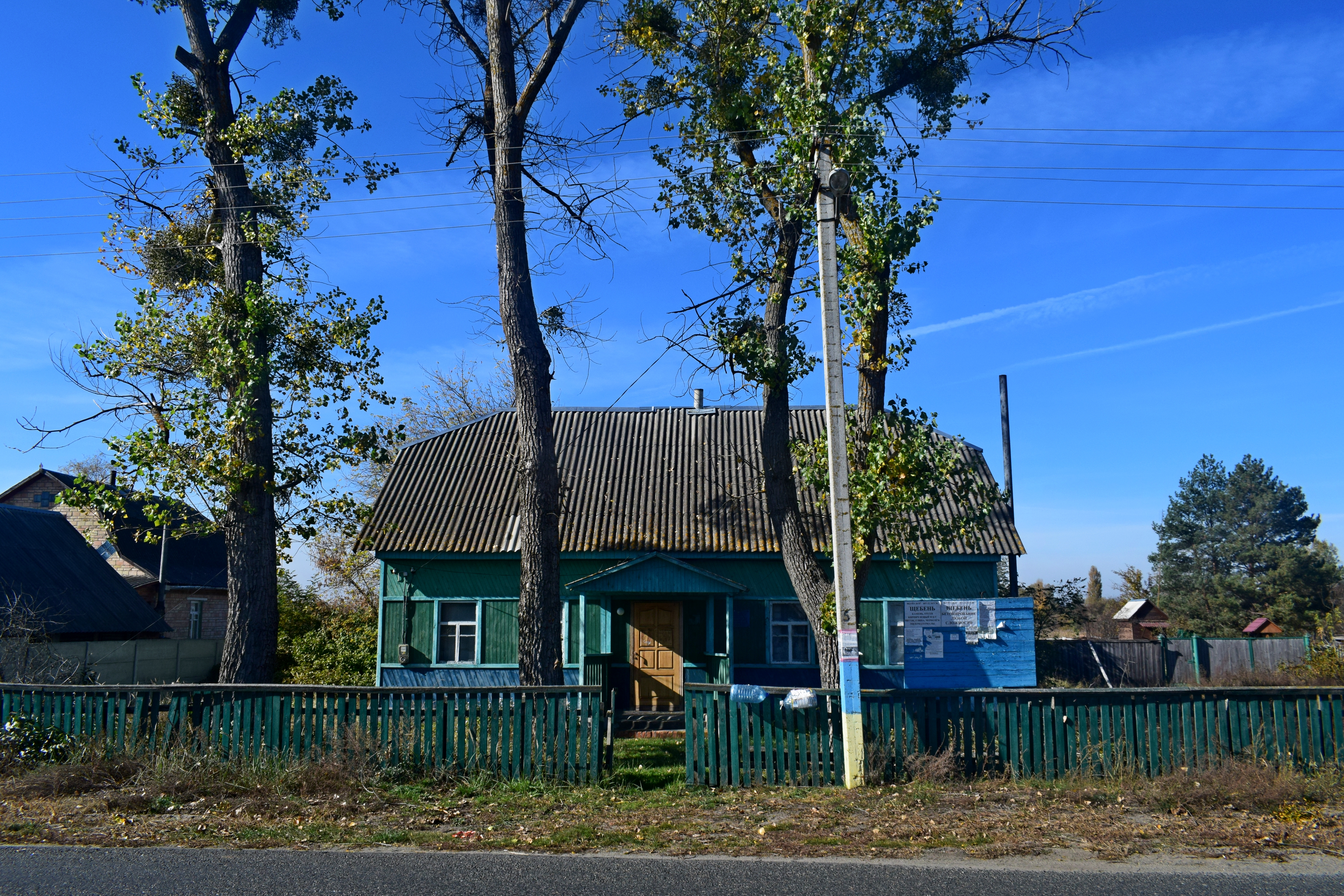
Stație medicală și clinică obstetrică
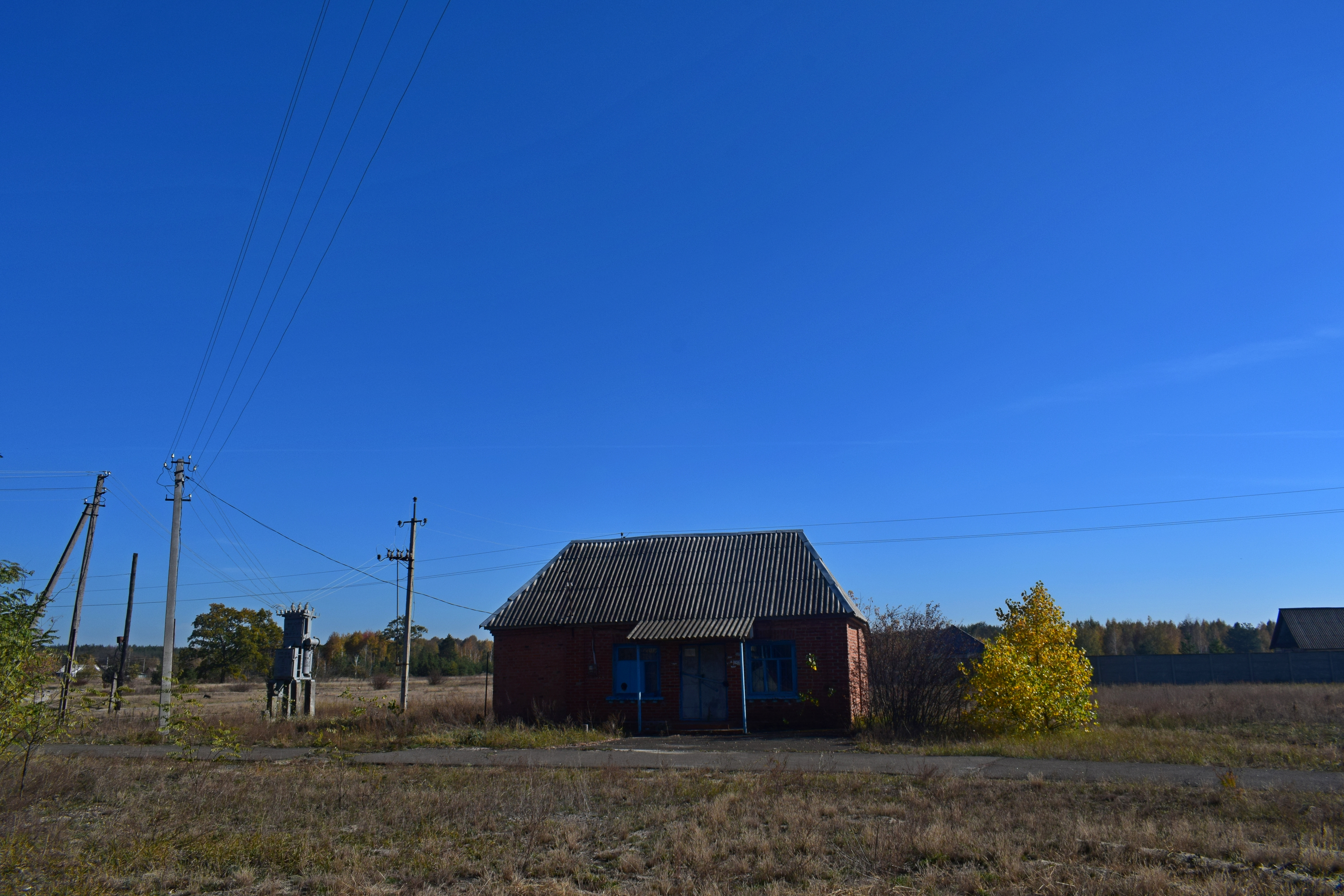
Magazin
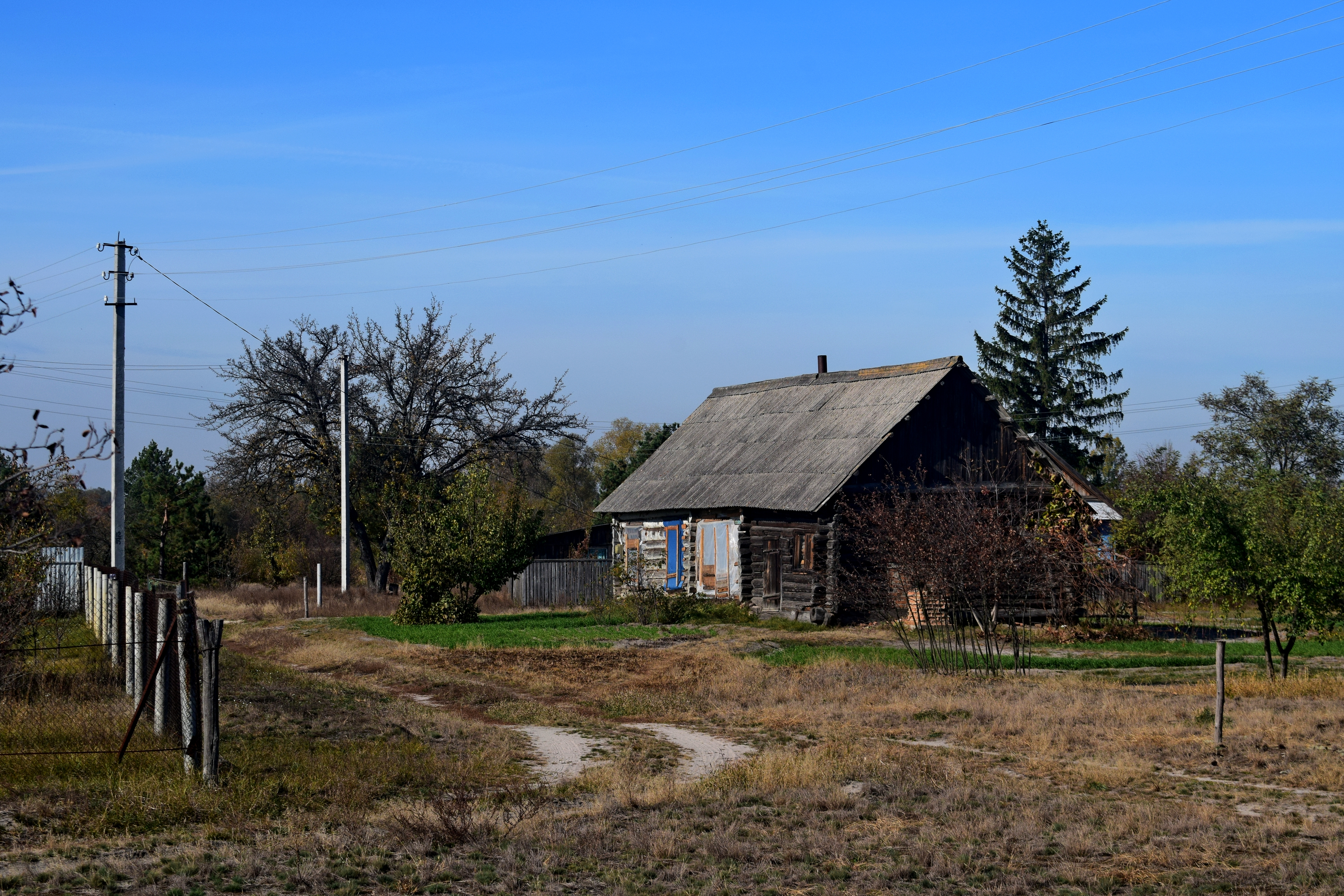
Casă din lemn
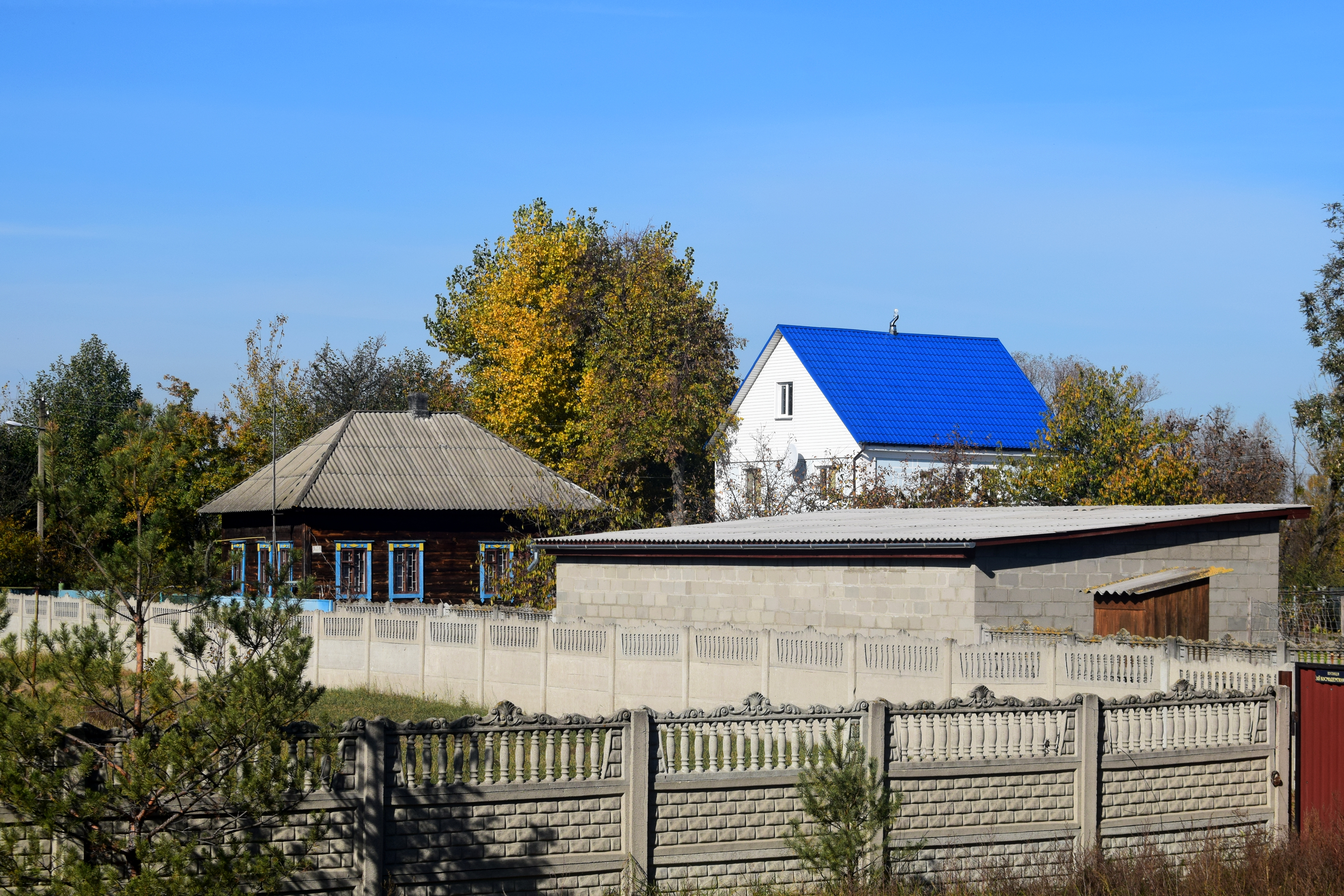
Casă din lemn
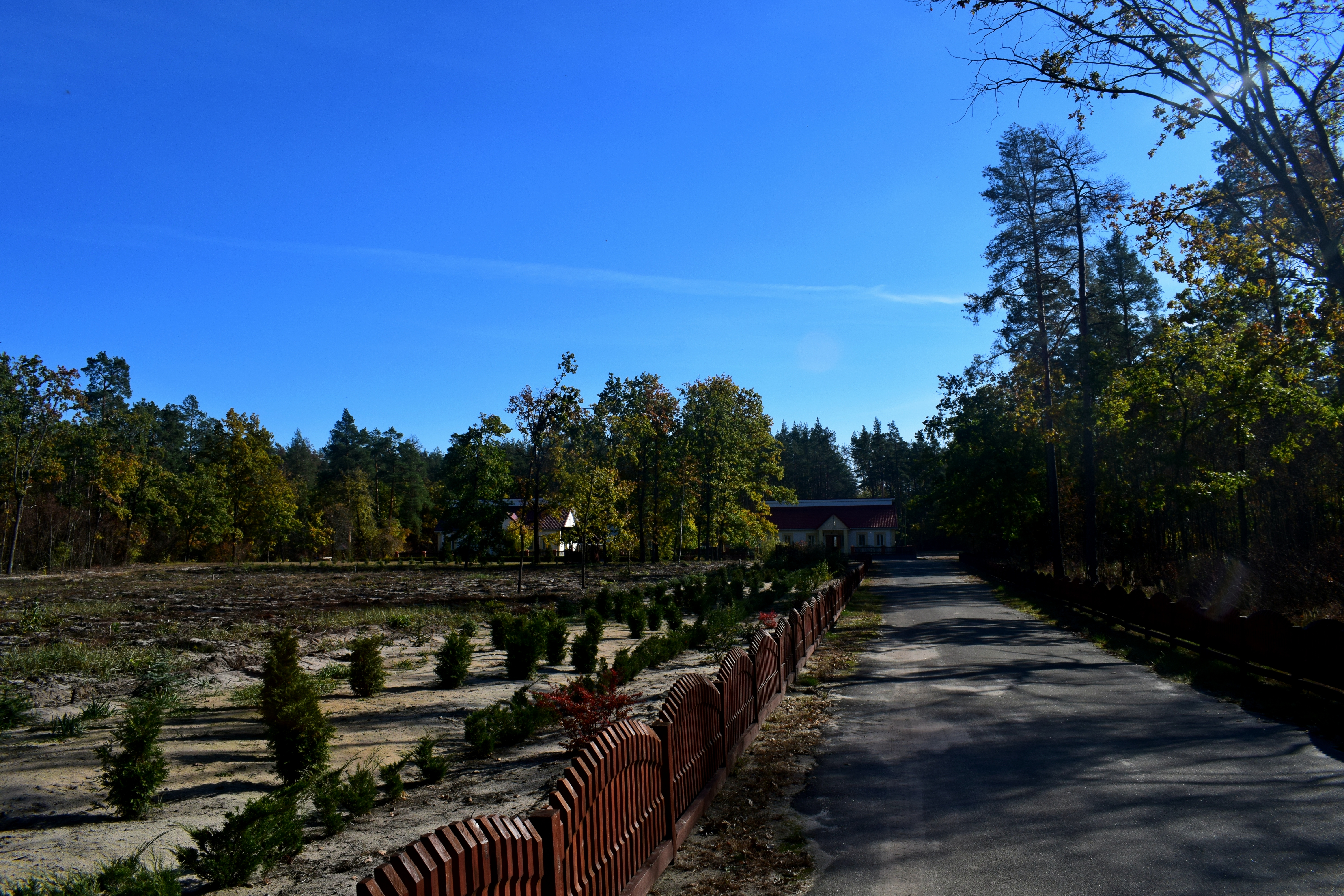
Beloebrzeg Silvicultură
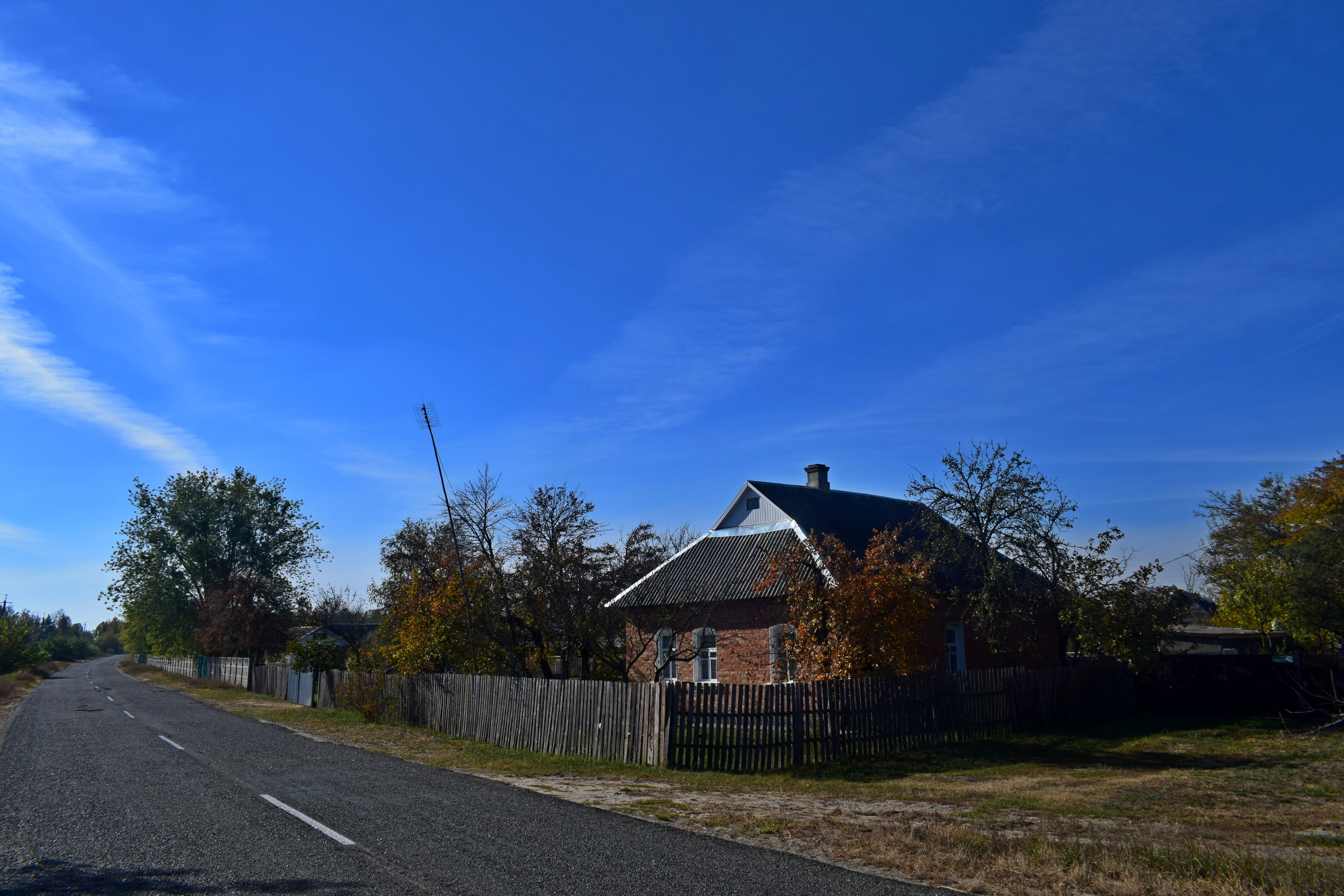
Zoya Kosmodemyanska stradă
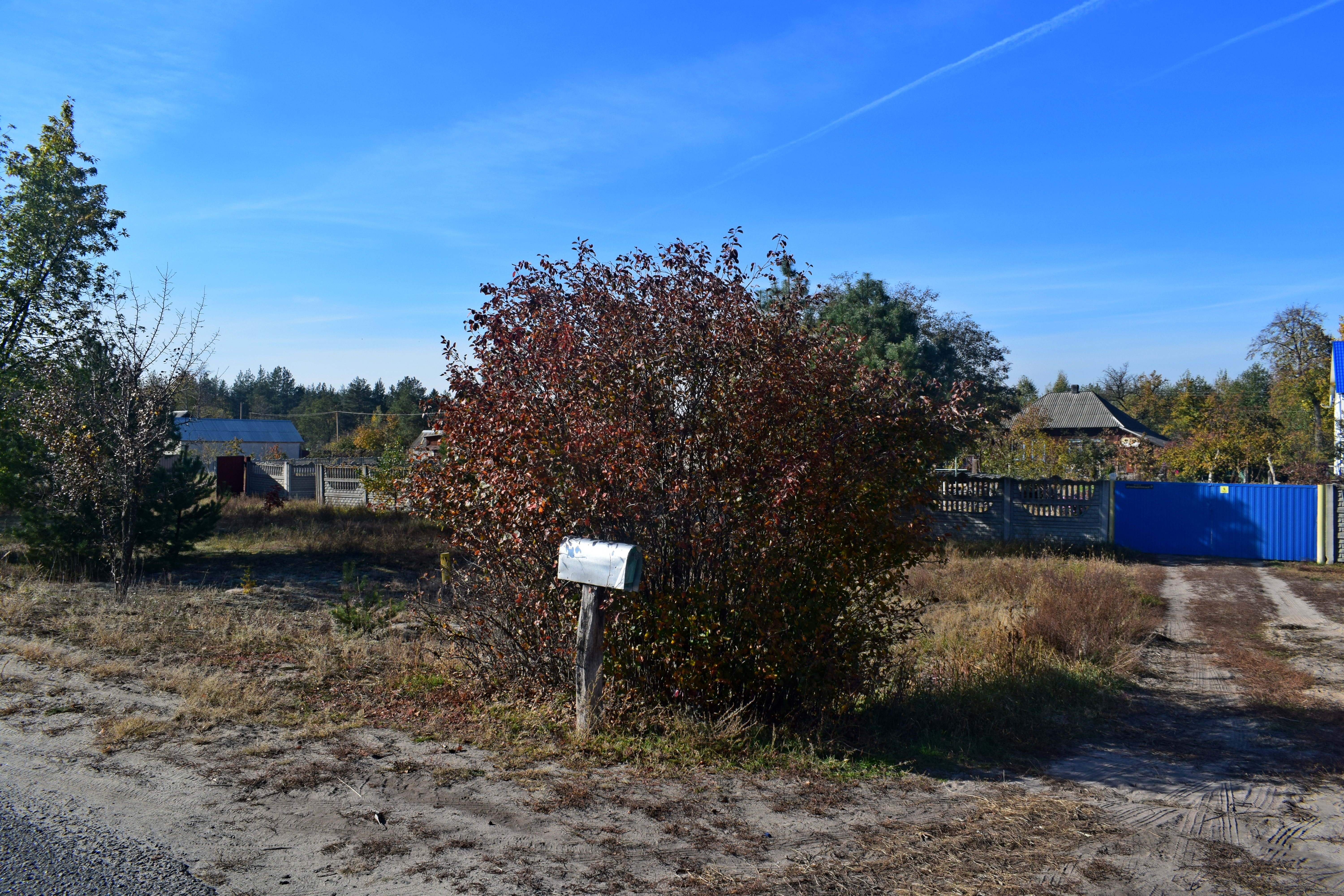
Căsuța poștală se află în sistemul american
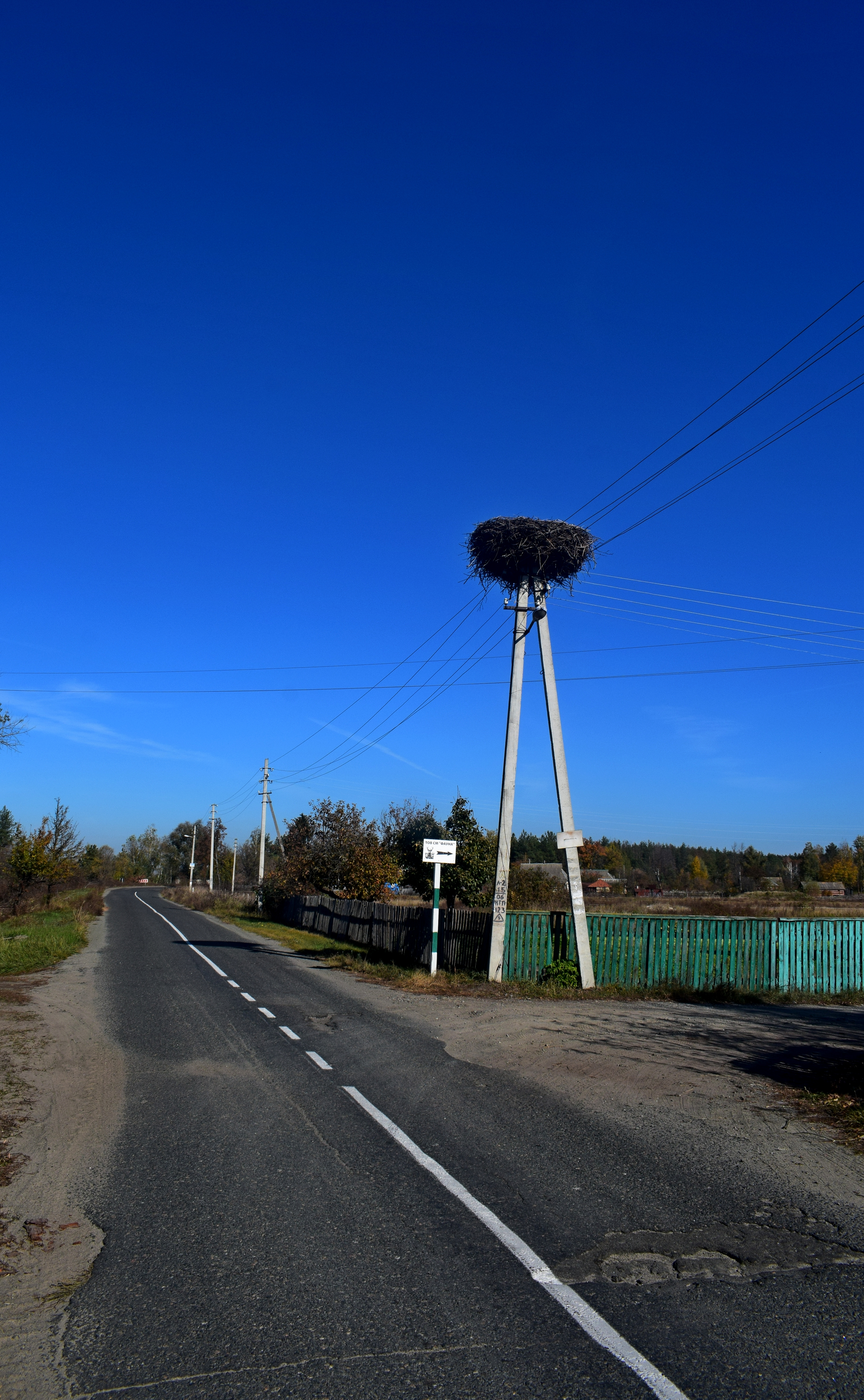
Stoc cuib
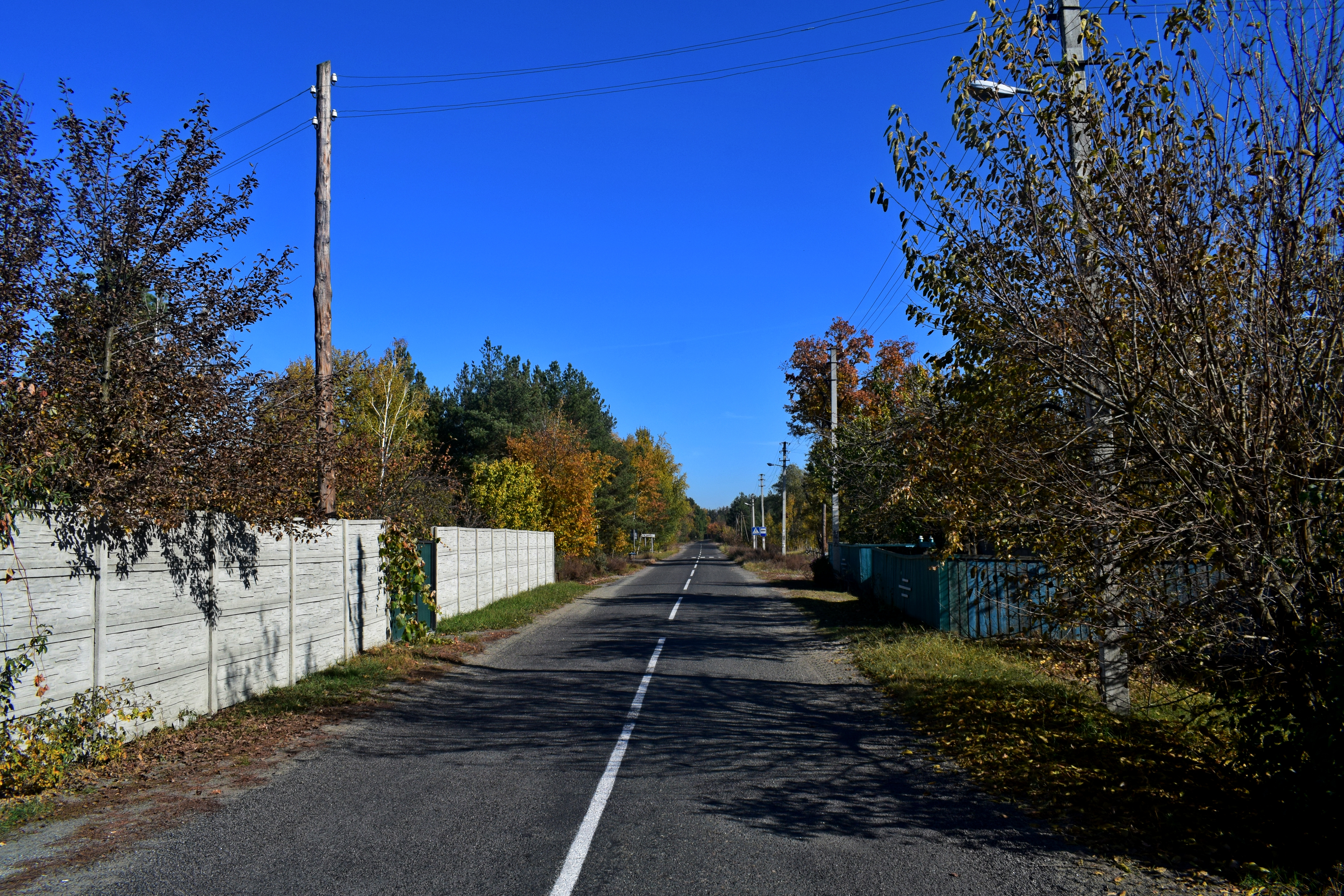
Partea de nord a satului
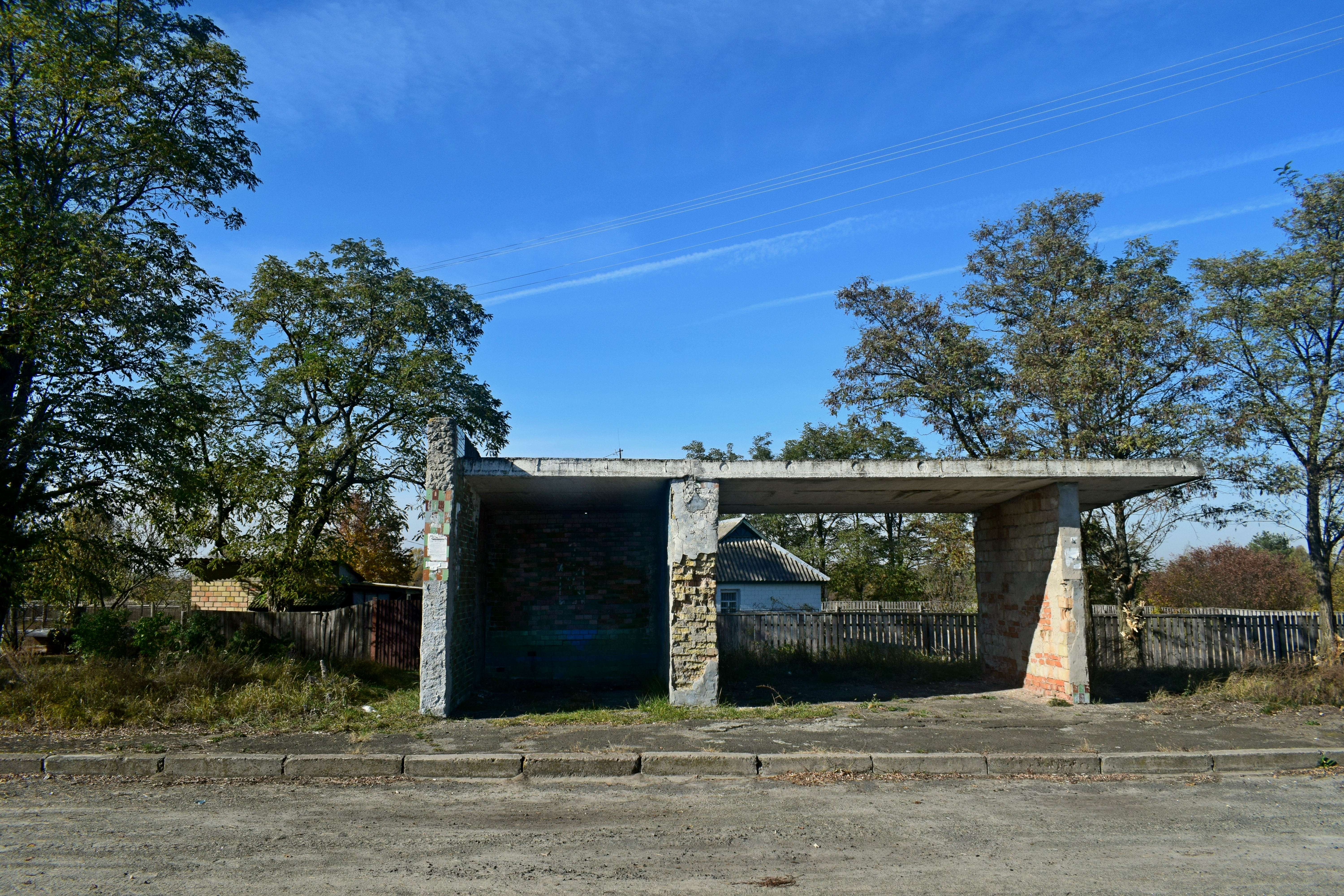
Stația de autobuz